# Colonia Cosmopolita
Colonia Cosmopolita es una localidad uruguaya del departamento de Colonia. Pertenece al municipio de Juan L. Lacaze.

## Ubicación
La localidad se encuentra situada en la zona sur del departamento de Colonia, sobre la cuchilla del Colla, 4 km al sur de la ruta 1, se accede a ella desde el km 134 de la mencionada ruta.

## Población
Según el censo del año 2011 la localidad contaba con una población de 73 habitantes.
| 69            | 65 | 53 | 77 | 73 | 73 |
| (Fuente: INE) |    |    |    |    |    |